# Nikolayev Range
Nikolayev Range är en bergskedja i Antarktis. Den ligger i den centrala delen av kontinenten. Inget land gör anspråk på området.